# Elektronski filter
Elektronski filtеr je električno kolo čija je funkcija da na određeni način promijeni karakteristiku frekvencijskog spektra ulaznog signala. Filter je naprava ili sistem koji na određeni unaprijed propisani način vrši konverziju veličina na svojim ulazima u veličine na svojim izlazima.
Cilj filtra:
- umanjiti neželjena svojstva ulaznih veličina,
- zadržati ili istaknuti željena svojstva.

Elektronski filter je sistem čije su ulazne i izlazne veličine električni signali. Njegova funkcija je da na propisani način promjeni karakteristike spektra ulaznog signala. Postoje pasivni filtri koji su sastavljeni samo od pasivnih električnih komponenti (kalemi, kondenzatori, otpornici) i aktivni filtri koji pored pasivnih sadrže i jednu ili više aktivnih komponenti sa svojstvom pojačanja signala (tranzistori, operacijska i druga pojačala).
Aktivni filtri mogu biti analogni ili digitalni. Analogni filter obrađuje analogni signal i može se predstaviti linearnim četveropolom. Digitalni filter obrađuje digitalni signal i realizuje se pomoću posebnih integriranih krugova ili kao algoritam kojeg izvodi procesor digitalnog signala (DSP - engl. Digital Signal Processor).

## Istorijat
Najstarija forma elektronskih filtera su linearni pasivni analogni filtri, sastavljeni isključivo od otpornika i kondenzatora ili otpornika i kalema. Poznati su kao RC i RL jednopolni filtri, respektivno. Složeniji višepolni LC filtri postoje već puno godina i njihova svojstva su dobro poznata.
Takođe postoje i hibridni filtri koji uključuju kombinovanje analognog pojačivača sa mehaničkim rezonatorom ili linijom kašnjenja. Drugi uređaji poput CCD linija kašnjenja takođe su korišteni kao filtri. Sa omogućavanjem obrade digitalnog signala i aktivni filtri su postali česta pojava.

## Prenosna funkcija filtra
Elektronski filter je sistem, pa ga je u tom smislu moguće definisati kao skup specifikacija kojima su određeni odnosi između njegovih ulaza i izlaza.
Prijenosna funkcija filtra H(s) se definiše kao odnos izlaznog signala Y(s) i ulaznog signala X(s) u domeni kompleksne frekvencije s:
{\displaystyle H(s)={\frac {Y(s)}{X(s)}}}
Ako se filter promatra u stacionarnom stanju, moguće je kompleksnu frekvenciju s zamijeniti s njenim imaginarnim dijelom jω, te se tada dobije prijenosna funkcija u obliku:
{\displaystyle H(j\omega )=|H(j\omega )|e^{j\varphi (\omega )}}

Za linearni i vremenski nepromjenjiv sistem odnos između ulaza i izlaza sistema definiran je konvolucijskim integralom:
{\displaystyle y(t)=\int \limits _{0}^{\infty }h(t-\tau )\chi (\tau )d\tau }
gdje su :
- impulsni odziv sistema,
- ulaz, poticaj ili pobuda,
- izlaz ili odziv sistema.

### Amplitudsko-frekvencijska karakteristika
Amplitudno-frekvencijska karakteristika pokazuje koliko filter pojačava (ili guši) signal na određenoj frekvenciji. Definisana je kao logaritam apsolutne vrijednosti prijenosne funkcije kada se s zamijeni sa jω:
{\displaystyle A(\omega )=\log {|H(j\omega )|}\,}
Logaritmiranjem s prirodnim logaritmom amplitudna se karakteristika dobije izražena u neperima (N), a logaritmiranjem dekadskim logaritmom rezultat treba pomnožiti s 20 kako bi amplitudna karakteristika bila izražena u decibelima (dB). Između decibela i nepera vrijedi relacija:
1  = 8,686 N

### Fazno-frekvencijska karakteristika
Fazno-frekvencijska karakteristika pokazuje kako izlazni signal filtra prethodi ili zaostaje u fazi za ulaznim na određenoj frekvenciji.

## Tipovi filtera

### Selektivni filtri
Kod selektivnih filtera oblik || je takav da je moguće jasno razlikovati frekvencijska područja u kojima je ulazni signal prigušen od onih u kojima je on propušten. Područje propuštanja filtra je pojas frekvencija u kojem amplitudno frekvencijska karakteristika ima vrijednost približno jednaku 1. Komponente pobudnog signala čije su frekvencije unutar tog pojasa pojavljuju na izlazu filtra sa približno istom amplitudom kao i na ulazu.
Područje gušenja filtra je:
- pojas frekvencija u kojem je amplitudno frekvencijska karakteristika približno jednaka nuli,
- frekvencijske komponente ulaznog signala koje se nalaze unutar tog pojasa nisu propuštene na izlaz.

Amplitudno frekvencijska karakteristika || je funkcija bez diskontinuiteta, pa je prijelaz između područja propuštanja i područja gušenja kontinuiran.
Prijelazno područje filtra je područje frekvencija na prijelazu između područja propuštanja i područja gušenja. Obzirom na položaj svakog od spomenutih područja na frekvencijskoj osi, moguće je razlikovati 4 osnovna tipa selektivnih filtera.

#### Niskopropusni / Niskofrekvencijski (NP / NF) filter
Niskopropusni filter propušta sve frekvencije niže od granične frekvencije sa manjim slabljenjem, a frekvencije koje su veće od granične sa većim slabljenjem.
- područje propuštanja za 0 < Ω < Ω1 ,
- područje gušenja za Ω2 < Ω < ∞ ,

važi: Ω1 < Ω2 .

#### Visokopropusni / Visokofrekvencijski (VP / VF) filter
Visokopropusni filter propušta sve frekvencije više od granične frekvencije, a guši niže.
- područje propuštanja za Ω2 < Ω < ∞ ,
- područje gušenja za 0 < Ω < Ω1 ,

važi : Ω1 < Ω2 .

#### Pojasno propusni (PF) filter
Pojasnopropusni filter propušta sve frekvencije između dviju graničnih frekvencija, a guši ostale.
- područje propuštanja za Ω2 < Ω < Ω3 ,
- područja gušenja za 0 < Ω < Ω1 i Ω4 < Ω < ∞ ,

važi : Ω1 < Ω2 < Ω3 < Ω4 .

#### Pojasna brana
Pojasna brana guši sve frekvencije između dviju graničnih frekvencija, a propušta ostale.
- područje propuštanja za 0 < Ω < Ω1 i Ω4 < Ω < ∞ ,
- područja gušenja za Ω2 < Ω < Ω3 ,

vrijedi : Ω1 < Ω2 < Ω3 < Ω4 .

### Filterski korektori
Za razliku od selektivnih filtera, nemaju jasno definirana područja propuštanja odnosno područja gušenja. Služe za korekciju frekvencijske karakteristike nekog drugog sistema. Obzirom na činjenicu dali korigiraju amplitudno/frek. ili fazno/frek. karakteristiku sistema dijele se na: amplitudne korektore i fazne korektore.

#### Fazni korektori
Najčešće se koriste svepropusni filtri, amplitudno/frek. karakteristika im je ravna u cijelom frekvencijskom području, sve su frekvencijske komponente signala prenesene bez prigušenja, ali su fazno pomaknute prema definiranim filterskim specifikacijama.

## Podjela po tehnologiji

### Pasivni filtri
Pasivna primjena linearnih filtera se zasniva na kombinovanju otpornik (R), kalema (L) i kondenzator (C). Ovi tipovi filtera su poznati kao pasivni zato što ne zavise od izvora napajanja i ne sadrže aktivne komponente kao što su tranzistori.
Kalemi blokiraju signale visokih a provode signale niskih frekvencija dok kondenzatori rade obratno. Filter kod kojeg signal prolazi kroz kalem ili kod kojeg je kondenzator vezan na masu, manje slabi nisko frekventne signale a više slabi visoko frekventne, tako da je to filter propusnik niskih učestanosti. Ako signal prolazi kroz kondenzator ili je vezan za masu preko kalema, tada on manje slabi visokofrekventne signale a manje niskofrekventne i to je filter propusnik visokih učestanosti. Otpornici nemaju frekvencijsku zavisnost ali se dodaju kalemima i kondenzatorima da bi odredili vremenske konstante kola a samim tim i učestanosti na koje se vrši odziv kola.
Kalemi i kondenzatori su reaktivni elementi filtra. Broj ovih elemenata određuje kojeg je reda filter. To znači da se LC kolo, korišteno kao propusnik ili nepropusnik opsega učestanosti, smatra jednim elementom bez obzira što je sastavljeno od dvije komponente.
Na visokim učestanostima (iznad 100 MHz), nekad se kalemi sastoje od samo jednog navojka ili limene trake, a kondenzatori od blisko postavljenih limenih traka.

#### Jednoelementni tip
Najjednostavniji pasivni filtri sadrže jedan reaktivni element. Izrađuju se od RC, RL, LC ili RLC elemenata.
Q faktor ili faktor dobrote je mjera kojom se opisuju jednostavni propusnici ili nepropusnici opsega učestanosti. Za filter se kaze da ima veliki Q faktor ukoliko ima propusni opseg koji je uzak u odnosu na centralnu učestanost. Na taj način se faktor dobrote,za propusnike i nepropusnike učestanosti, može definisati kao vrijednost centralne učestanosti podijeljene sa širinom opsega od 3dB. Rijetko se koristi kod filter većeg reda gdje su drugi parametri od znatno veće važnosti, kao i kod filter propusnika visokih i niskih učestanosti gdje se Q ne odnosi na širinu opsega

#### filter
filter se sastoji od dva reaktivna elementa, jednog serijski a drugog paralelno vezanog

#### T i π filtri
Troelementni filtri mogu imati T ili π topologiju u bilo kojem obliku, niskopropusnom, visokopropusnom, propusniku ili nepropusniku učestanosti. Komponente mogu biti simetrično odabrane ili ne, u zavisnosti od potrebnih karakteristika frekvencije. Visoko propusni filter T, na slici, ima veoma malu impedansu na visokim učestanostima a veoma veliku na niskim učestanostima. To znači da se može ubaciti u prenosnu liniju, gdje bi propuštao visoke a blokirao niske frekvencije

#### Višeelementni tipovi
Višeelementni tipovi filter se najčešće izrađuju kao ljestvičasta mreža (eng. ladder network). Mogu biti povezani kao nizovi filtera L, T i π dizajna. Potrebno je više elemenata kad treba da se popravi neki parametar filtra kao što je otklanjanje nepropusnog opsega ili nagib prelaska sa visokog na nisko propusni filter. 

#### Aktivni filtri
Aktivni filtri su sastavljeni kombinovanjem pasivnih i aktivnih (pojačavačkih) komponenti, i potrebnog izvora napajanja. Operacioni pojačivači se često koriste kod aktivnih filtera. Oni mogu imati veliki faktor dobrote i mogu dostići rezonancu bez korišćenja kalema. Bilo kako bilo gornju graničnu vrijednost frekvencije određuje širina propusnog opsega samog pojačivača.

### Digitalni filtri
Obrada digitalnog signala omogućava jeftiniju izradu različitih filtera. Signal se odabere i analogno-digitalni pretvarač signal pretvara u niz brojeva. Računarskim programom pokrenutim na CPU ili specijalizovanom DSP (ili rijeđe na hardverskoj primjeni algoritma) se računa izlazni niz brojeva. Ovakav odziv se može pretvoriti u signal (električni) prolazeći kroz digitalno-analogni pretvarač. Prilikom pretvaranja dolazi do pojave šuma, ali se on može ograničiti i kontrolisati preko velikog broja korisnih filtera. Zbog nuspojava, izlazni signal mora biti ograničene frekvencije ili će se pojaviti stepenasti (aliasing) efekat.

### Ostale tehnologije

#### Kvarcni filtri i piezoelektrici
Kasnih tridesetih godina 20. vijeka inžinjeri su ustanovili mali mehanički sistem sačinjen od čvrstog materijala kao što je kvarc akustično proizvode rezonancu na radio frekvencijama, tj. na frekvencijama od frekvencija koje može registrovati ljudsko uho do nekoliko stotina MHz. Neki raniji rezonatori su bili pravljeni od čelika ali su vrlo brzo zamijenjeni kvarcom. Najveća prednost ovog materijala je to što je on piezoelektrik, što znači da kvarcni rezonator može direktno da pretvori svoje mehaničke pokrete u električni signal. Kvarc takođe ima i nizak koeficijent temperaturnog rasta što znači da rezonatori izrađeni od njega mogu proizvoditi stabilne frekvence i na veoma visokim temperaturama. Kvarcni filtri imaju znatno veći faktor dobrote od LCR filtera. Kada je potrebna velika stabilnost kristali (kvarca) i kola koja na koja ih priključujemo se stavljaju u “kristalnu pećnicu”(crystal oven) radi kontrolisanja temperature. Kod filtera sa malim propusnim opsegom, nekad se ovi kristali postavljaju u serijama. Inžinjeri su ustanovili da se veliki broj kristala može svesti na jednu komponentu, postavljanjem isparenja od metala na kristal kvarca. Na taj način linija kašnjenja pojačava željene učestanosti dok zvuk prolazi kroz površinu kristala. Primjenom ove tehnike taktna linija kašnjenja je postala glavna šema za pravljenje visokokvalitetnih filtera.

#### filtri
 su elektromehanički uređaji najčešće korišćeni u radio frekventnim aplikacijama. Električni signal se prevodi u mehanički talas u uređaju napravljenom od piezoelektričnih kristala ili keramike. Dobijeni talas kasni prolazeći kroz uređaj na čijem kraju se vraća u električni signal korišćenjem elektroda. Zakašnjeli izlazni signali se rekombinuju da bi omogućili direktnu analognu primjenu filtra konačnog impulsnog odziva. Ovakva hibridna tehnika filtriranja se takođe primjenjuje kod analogno odabirnih filtera. SAW filtri mogu raditi na frekvencijama do 3 GHz.

#### BAW filtri
BAW (eng. Bulk Acoustic Wave) filtri su elektromagnetni uređaji. Ovi filtri mogu biti sastavljeni od ljestvičastih filtera. Rade uglavnom na frekvencijama od 2 do 16 GHz ili na manjim od ekvivalentnih SAW. Dva najvažnija BAW filtra su FBAR i SMBAR

#### Granatni (eng. Garnet) filtri
Još jedna od metoda filtriranja, na mikrotalasnoj frekvenciji od 800 MHz do 5 GHz, izvodi se korišćenjem sintetičke sfere kristala Itrijum gvožđe granata (eng. YIGF yttrium iron garnet filter ) koji se dobija hemijskom reakcijom od itrijuma i gvožđa. Granat se nalazi na metalnom provodniku koji pobuđuje tranzistor, a mala antena dodiruje vrh sfere. Elektromagnet mijenja frekvenciju tako da je granat propusti. Prednost ove metode je to što se granat može podesiti na velikom opsegu frekvencija pri čemu mijenja jačinu magnetnog polja.

#### Atomski filtri
Za najveće frekvencije i veću preciznost koriste se vibracije samih atoma. Atomski časovnik (engl. Atomic clock) koristi posebne ultra kvalitetne filtre da bi stabilizovao oscilacije.

## Podjela po topologiji
Elektronski filtri se mogu podijeliti po tehnologiji njihove primjene. Filtri koji koriste tehnologiju pasivnog ili aktivnog filtriranja se dalje mogu dijeliti po topologiji koja je korišćena pri njihovoj izradi. 
Najčešće topologije kola su:
- Sauer tehnologija - Pasivni
- Salen-Ki topology - Aktivni
- Tehnologija filtera sa višestrukom povratnom spregom - Aktivni
- Topologija sa varijabilnim stanjima - Aktivni
- Bikvadratna topologija - Aktivni

Filter Salen–Ki topologije je tip elektronskog filtra koji se primjenjuje kao aktivni filter drugog reda i cijenjen je zbog svoje jednostavnosti. On je izveden iz topologije filtera naponom kontrolisanog naponskog izvora (NKNI). NKNI filter koristi jedinično pojačanje napona sa gotovo beskonačnom ulaznom i nultom izlaznom impedansom kako bi se dobila 2 pola (12 dB po oktavi) u odzivu filter niskopropusnih,visokopropusnih i propusnika opsega učestanosti.
Zbog velike ulazne impedanse i lako podesivog pojačanja i neinvertujuće konfiguracije, operacioni pojačavač se često koristi u električnim kolma koja sadrže NKNI. Salen–Ki filtri najčešće koriste operacioni pojačavač kao emmiter follower.
{\displaystyle Z_{1}=R_{1}}, {\displaystyle Z_{2}=R_{2}}, {\displaystyle Z_{3}={\frac {1}{sC_{2}}}} i {\displaystyle Z_{4}={\frac {1}{sC_{1}}}}
Prenosna funkcija za niskopropusni filter drugog reda sa jediničnim pojačanjem
{\displaystyle H(s)={\frac {\overbrace {(2\pi f_{c})^{2}} ^{\omega _{c}^{2}}}{s^{2}+\underbrace {2\pi {\frac {f_{c}}{Q}}} _{{\frac {\omega _{c}}{Q}}=2\zeta \omega _{c}}s+\underbrace {(2\pi f_{c})^{2}} _{\omega _{c}^{2}}}}}
Gdje su granična frekvencija {\displaystyle f_{c}\,} i faktor dobrote {\displaystyle Q\,} (i.e., stepen prigušenja {\displaystyle \zeta }) dati izrazima
{\displaystyle f_{c}={\frac {1}{2\pi {\sqrt {R_{1}R_{2}C_{1}C_{2}}}}}} i
{\displaystyle 2\zeta ={\frac {1}{Q}}={\frac {\sqrt {R_{1}R_{2}C_{1}C_{2}}}{C_{1}}}\left({\frac {1}{R_{1}}}+{\frac {1}{R_{2}}}\right).\,}
Odavde dobijamo
{\displaystyle Q={\frac {\sqrt {R_{1}R_{2}C_{1}C_{2}}}{C_{2}\left(R_{1}+R_{2}\right)}}\qquad {\text{i}}\qquad {\frac {f_{c}}{Q}}={\frac {R_{1}+R_{2}}{2\pi C_{1}R_{1}R_{2}}}.\,}

Topologija sa višestrukom povratnom spregom je tip filtera koji dodaje dva pola prenosnoj funkciji. Na slici iznad možete vidjeti kolo niskopropusnog filtra drugog reda. Prenosna funkcija kod topologije sa višestrukom povratnom spregom, je slična kao i kod ostalih linearnih filtera:
{\displaystyle H(s)={\frac {V_{o}}{V_{i}}}=-{\frac {1}{As^{2}+Bs+C}}={\frac {K\omega _{0}^{2}}{s^{2}+{\frac {\omega _{0}}{Q}}s+\omega _{0}^{2}}}}.
U MF filtru,
{\displaystyle A=(R_{1}R_{3}C_{2}C_{5})\,}
{\displaystyle B=R_{3}C_{5}+R_{1}C_{5}+R_{1}R_{3}C_{5}/R_{4}\,}
{\displaystyle C=R_{1}/R_{4}\,}
{\displaystyle Q={\frac {\sqrt {R_{3}R_{4}C_{2}C_{5}}}{(R_{4}+R_{3}+KR_{3})C_{5}}}} faktor dobrote.
{\displaystyle K=R_{4}/R_{1}\,} pojačanje jednosmjernog napona
{\displaystyle \omega _{0}=2\pi f_{0}=1/{\sqrt {R_{3}R_{4}C_{2}C_{5}}}} ugaona učestanost

## Podjela po dizajnu
Istorijski gledano dizajn linearno analognih filtera se razvijao kroz tri velike epohe. Najstariji dizajn čine jednostavna kola čiji je glavni kriterijum izrade bio Q faktor. Ovo se odrazilo na princip filtriranja kod radio tehnike, jer je faktor dobrote bila mjera frekventne propustljivosti kola koje služi za podešavanje. Od dvadesetih godina 20. vijeka filtre su počeli izrađivati, u najvećoj mjeri pod uticajem telekomunikacija. Posle Drugog svjetskog rata najčešće primjenjivana metodologija je postala sinteza mreže (eng. Network synthesis). Višu matematiku i veliki račun zamijenila je računarska tehnika koja je znatno olakšala proces analiziranja.

### Direktna analiza kola
Filtri nižeg reda se mogu dizajnirati direktnom primjenom teorijskih zakona o kolima, kao što su Kirhofovi zakoni, radi dobijanja prenosne funkcije. Ova vrsta analize se može koristiti samo za kola prvog i drugog reda.

### Analiza kola na osnovu posmatrane otpornosti
Ovaj pristup analize filtera se udaljava od posmatranja filtera kao beskonačnog niza identičnih odjeljaka. Prednost je jednostavnost pristupa analizi i mogućnosti primjene na kola višeg reda. I međutim jednu manu, preciznost predviđena odzivom zavisi od filtriranja posmatrane impedanse
- Odziv konstantnog k filtra sa 5 elemenata
- Zobel mrežni filtera (sa konstantnim otporom), 5 odjeljaka
- Odziv m-izvedenog filtra m=0.5, 2 elemenata
- Odziv m-izvedenog filtra, m=0.5, 5 elemenata

### Sinteza mreže
- Batervortov filter
- Čebušjev filter
- Eliptični filter
- Bezelov filter
- Gausov filter
- Optimum "L" filter
- Linkvik-Rilejov filter

Pristup analize mreže započinje zahtijevanom prenosnom funkcijom i izražava ulaznu impedansu polinomskim jednačinama. Vrijednosti elemenata filtra se određuju razvojem ovih polinoma. Za razliku od metoda posmatranja impedanse, nije potrebno da se impendansna karakteristika poklapa sa mrežnom.
Na slici se mogu vidjeti poređenje između Batervortovog, Čebušjevog, i eliptičnog filtra. Na ovoj slici su niskopropusni filtri petog reda. To da li su oni digitalni ili analogni, pasivni ili aktivni nije ni važno, jer svi daju isti odziv.
Kao što se može vidjeti sa slike, eliptični filtri su oštriji od ostalih, ali imaju zakrivljenja na čitavoj dužini.

## Literatura
- Zverev, Anatol, I (1969). Handbook of Filter Synthesis. John Wiley & Sons. ISBN 978-0-471-98680-5. Catalog of passive filter types and component values. The Bible for practical electronic filter design.
- Williams, Arthur B & Taylor, Fred J. (1995). Electronic Filter Design Handbook. McGraw-Hill. ISBN 978-0-07-070441-1.
- Arthur B. Williams; Fred J. Taylor (1995). Electronic Filter Design Handbook (3. изд.). Mcgraw-Hill. ISBN 978-0-07-070441-1.
- Zverev, Anatol I. (2005). Handbook of Filter Synthesis. Wiley-Interscience. ISBN 978-0-471-74942-4.

## Spoljašnje veze
- [https://web.archive.org/web/20080511220632/http://www.national.com/an/AN/AN-779.pdf
- [http://www.vias.org/feee/filters_02.html
- Архивирано на веб-сајту  (16. јул 2011)